# Tewfik Abdullah

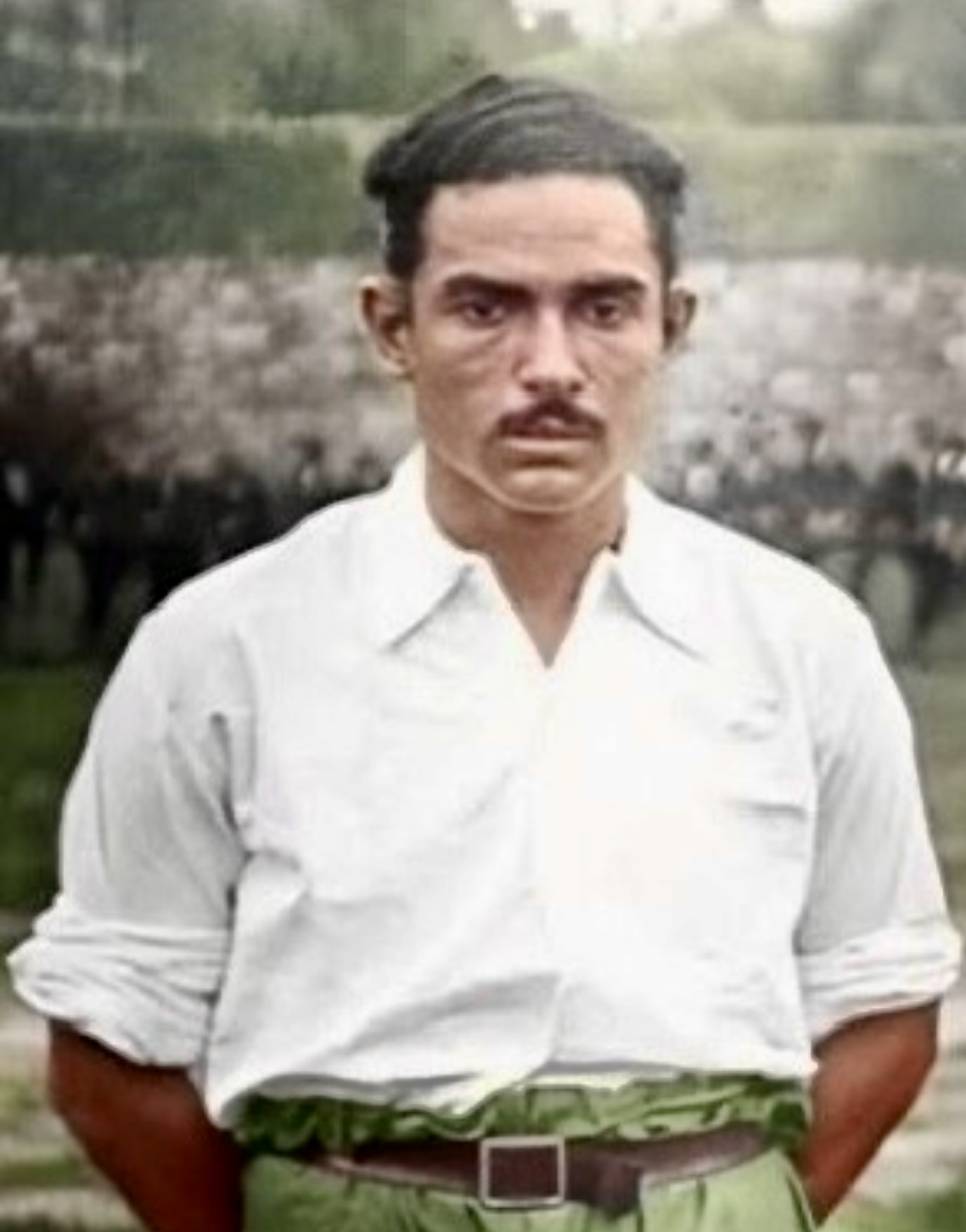
Abdullah bei den Olympischen Spielen 1928

Abdullah bei Derby 1920

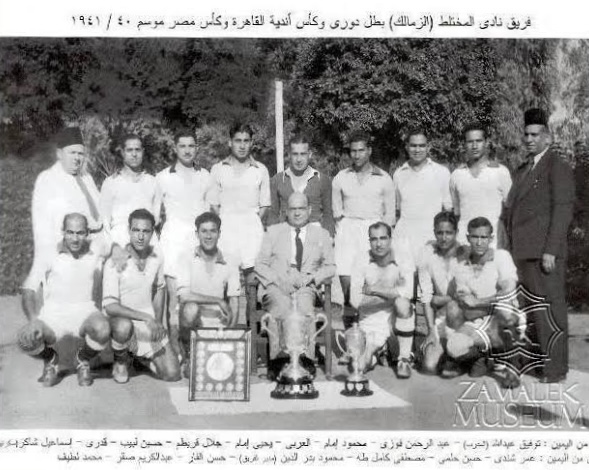
Trainer (erster von rechts) bei Zamalek 1940/41 mit dem Ligapokal von Kairo und dem Ägyptischen Pokal

Tewfik Abdullah (auch Tawfik Abdallah und Variationen, arabisch توفيق عبد الله, DMG Tawfīq ʿAbd Allāh; * 23. Juni 1896 in Kairo, Ägypten; † 1950) war ein ägyptischer Fußballspieler, der den Großteil seiner Karriere in England und den Vereinigten Staaten verbrachte. Mit der ägyptischen Nationalmannschaft nahm er 1920 an den Olympischen Spielen in Antwerpen teil.

## Karriere
Abdullah spielte als Stürmer beim Cairo International Sports Club, auch Nady El Qāhirah El Mokhtalat auf Arabisch, der seit 1952 als Zamalek SC firmiert. Er war Mitglied der ägyptischen Nationalmannschaft, die an den Olympischen Sommerspielen 1920 in Antwerpen teilnahm. Dort kam er bei beiden Spielen der Ägypter zum Einsatz. Nachdem es in der ersten Runde ein knappes 1:2 gegen Italien gab, wurde in der Trostrunde Jugoslawien mit 4:2 geschlagen und damit der achte Platz erreicht.
Der schottischen Spieler Tommy Barbour von Derby County begegnete Abdullah während er im Ersten Weltkrieg mit der Derbyshire Yeomanry in Kairo stationiert war. Dort spielte er als Halbrechts einer ägyptischen Auswahlmannschaft gegen eine britische Militärauswahl. Barbour empfahl Abdullah seinem Verein, und nachdem er Mitte September 1920 ein Probespiel bei der Reservemannschaft absolvierte und dabei die Zuseher „immens verzückte“ wurde er eine Woche darauf verpflichtet. Abdullah wurde somit der zweite Ägypter im professionellen englischen Fußball nach Hussein Hegazi, der bei Dulwich Hamlet in der Isthmian League, einer Amateurliga, spielte und 1911 auch eine Partie für den Zweitligisten Fulham FC in London absolvierte, und ebenso an den Olympischen Spielen von 1920 teilgenommen hatte. Abdullah, dessen Vorname Tewfik bald zum Spitznamen Toothpick („Zahnstocher“) verballhornt wurde, debütierte bei einem 3:1-Heimsieg am 9. Oktober gegen Manchester City und markierte dabei in der ersten Halbzeit den Führungstreffer für seine Mannschaft. Dies blieb für Abdullah der einzige Treffer und Sieg in insgesamt zwölf Erstligaspielen für die Rams. Am Ende stieg Derby County als Vorletzter ab. In der Second Division, in der Derby County Zwölfter wurde, kam Abdullah, der als sehr ballfertig, wenngleich etwas langsam beschrieben wurde, nur mehr dreimal zum Einsatz.
Zur Saison 1922/23 schloss er sich dem schottischen Zweitligisten Cowdenbeath FC in einer Kleinstadt etwa 300Kilometer nordnordwestlich von Edinburgh an, der am Ende Elfter war. Dieser Transfer geschah auf Empfehlung seines Mannschaftskameraden Willie Paterson, dessen Vater Alex Paterson weiland Trainer bei den Schotten war. Abdullah zog sich dort alsbald einen Armbruch zu, spielte dort aber ansonsten gut und regelmäßig. In einer Nachbetrachtung bezeichnete ihn Alex Paterson als einen der „klügsten Fußballer“ die er jemals antraf. Am Saisonende hieß es zunächst, er würde trotz eines Angebots zum Verbleib nach Amerika gehen. Schließlich wechselte er aber zum 300Kilometer westlich von Cardiff beheimateten Bridgend Town AFC nach Wales, der in der Western Division der Southern Football League 13. werden sollte. Er spielte dort bis Ende Februar oder Anfang März 1924.
Anfang März 1924 kehrte er nach England und lief dort bis Anfang Mai für Hartlepools United in der Third Division North auf. Dort gelang ihm schon beim 4:0-Einstand gegen Wrexham ein Tor. Nach dem Spiel wurde berichtet, dass er die Durchschlagskraft des Hartlepools-Sturms beträchtlich erhöht hätte habe und dass er seit seinem Abgang von Derby County erheblich an Gewicht und Standkraft dazugewonnen habe. Er wurde als „Glücksgriff“ angesehen, doch am Ende reichte es jedoch nur für den vorletzten Platz. Für Abdullah, der insgesamt elfmal spielte, blieb es bei einem Treffer.
In Folge der Erweiterung der American Soccer League zur Saison 1924/25 von acht auf zwölf Mannschaften verstärkte sich der stete Strom britischer, vor allem schottischer Fußballer nach den USA. Dort erhielten die Spieler neben einem Platz in der Mannschaft einen Job, meistens in der Fabrik des Eigentümers der Mannschaft, was einem dann bis zum dreifachen der drei oder vier Pfund die die Britischen Vereine üblicherweise pro Woche zahlten einbrachte. So setzte Abdullah seine Karriere bei den Providence Clamdiggers in Rhode Island fort. Abdullah, der bald mit dem neuen Spitznamen „Happy“ bedacht wurde, beendete die Saison dort mit 15 Treffern in 34 Spielen. 1925/26 kam er nurmehr auf sieben Tore in zehn Spielen und darauf noch einmal auf zwei Treffer in 18 Partien. In drei Jahren brachte es auf 62 Einsätze und 24 Tore für seine Mannschaft.
Im späteren Verlauf der Saison 1926/27 wechselte er zu den Fall River FC in Massachusetts, ein Spitzenteam seiner Zeit, für das er bis zum Saisonende noch einmal in sechs Spielen häuselte. Mit den 'Marksmen', bei denen er erneut mit Willie Paterson zusammenspielte, gewann er 1927 den National Challenge Cup, Vorgänger des US Open Cups, stand aber im Finale nicht auf dem Platz. Am 2. April 1927 stand er auch in einer Auswahl der ASL, die gegen die gut besetzte Nationalmannschaft von Uruguay mit 2:4 unterlag. Eine Woche darauf gelang ihm mit den 'Marksmen' ein 1:1 gegen Uruguay.
Zur Saison 1927/28 wechselte er zu den neugegründeten Hartford Americans. Der Verein zog sich aber früh im Verlauf der Saison vom Spielbetrieb zurück und Abdullah trat nur elf Mal für die Mannschaft aus Connecticut an. Bis zum Ende des Jahres spielte er dann noch in acht Partien für das zu Saisonanfang vom umstrittenen Unternehmer Charles Stoneham als New York Nationals an die Ostküstenmetropole umgesiedelte Franchise Indiana Flooring. Es folgte ein kurzes Comeback zu den 'Marksmen' wo er im Februar noch 1928 noch auf zwei Spiele mit einem Tor kam.
Danach kehrte er zurück nach Ägypten, wo er zunächst zwei Saisonen beim Al Ahly SC und danach beim International Sport Club als Mittelstürmer am Ball war. Möglicherweise war er an einer der Meisterschaften der Vereine in jener Zeit beteiligt (Ägyptische Meisterschaft: Cairo International SC (1929, 30, 32, 34, 40); Al-Ahly (1928, 31)). Mit Al-Ahly gewann er 1929 den Sultan Hussein Cup und erzielte dabei beim 2:0-Finalsieg gegen die schottische Militärmannschaft Dirhams ein Tor. Im Mai 1930 gewann er durch ein 2:0 im Finale gegen Al-Ittihad aus Alexandria den Pokal von Ägypten. Im Juni 1931 stand er, diesmal mit Zamalek, erneut im Finale, was aber mit 1:4 gegen Al-Ahly verloren ging.
Er beendete seine Spielerkarriere ab ca. 1932 in Kanada bei Montréal Carsteel FC, wo er wohl bei einem oder mehreren Gewinnen des Coupe du Québec zwischen 1932 und 1934 dabei war. Versuche als Trainer in Nordamerika tritt zu fassen schlugen fehl.
In den 1930er Jahren war er Trainer beim International Sport Club in Kairo und von 1940 bis 1944 Nationaltrainer von Ägypten.

## Statistische Übersicht
Vereine – Spieler
- bis 1920: Cairo International SC
- 1920–1922: Derby County
- 1922/23: Cowdenbeath FC
- 1923/24: Bridgend Town AFC
- 1924: Hartlepools United
- 1924–1927: Providence Clamdiggers
- 1927: Fall River FC
- 1927: Hartford Americans
- 1927: New York Nationals
- 1928: Fall River FC
- ca. 1928–1930: Al Ahly SC
- 1930–32: Cairo International SC
- ca. 1932–??: Montréal Carsteel FC

Trainer
- 1930er Jahre: Cairo International SC
- 1940–1944: Ägyptische Nationalmannschaft

Erfolge
- National Challenge Cup: 1927
- Sultan Hussein Cup: 1929
- Ägyptischer Pokalsieger: 1930
  - Finalist: 1931
- 2 Länderspiele für die ägyptische Fußballnationalmannschaft